# Aleksandr Gelfond
Aleksandr Osipovich Gelfond (San Petersburgo, 24 de octubre de 1906- Moscú, 7 de noviembre de 1968) fue un matemático ruso. Se doctoró en la Universidad Estatal de Moscú en 1930, tras defender su tesis ante Aleksandr Jinchin y Viacheslav Stepánov. En 1931 ocupó las cátedras de análisis matemático, teoría de números e historia de las matemáticas en la Universidad Estatal de Moscú. Realizó importantes contribuciones a la teoría de la interpolación y de la aproximación de las funciones de variable compleja. Son famosos sus estudios en el campo de la teoría de números trascendentes, a la que aportó el teorema que lleva su nombre, formulado en 1934, que establece que la potencia de exponente irracional algebraico de un número algebraico distinto de cero o de la unidad es un número trascendente; dicho teorema permitió resolver el llamado séptimo problema de Hilbert.

## Biografía
Alexander Gelfond nació en San Petersburgo, Imperio Ruso , hijo de un médico profesional y filósofo aficionado Osip Gelfond. Ingresó a la Universidad Estatal de Moscú en 1924, comenzó allí sus estudios de posgrado en 1927 y obtuvo su doctorado en 1930. Sus asesores fueron Aleksandr Khinchin y Vyacheslav Stepanov.
En 1930 permaneció durante cinco meses en Alemania (en Berlín y Göttingen ) donde trabajó con Edmund Landau , Carl Ludwig Siegel y David Hilbert . En 1931 comenzó a enseñar como profesor en la Universidad Estatal de Moscú y trabajó allí hasta el último día de su vida. Desde 1933 también trabajó en el Instituto Steklov de Matemáticas.
En 1939 fue elegido miembro correspondiente de la Academia de Ciencias de la Unión Soviética por sus trabajos en el campo de la criptografía. Según Vladimir Arnold, durante la Segunda Guerra Mundial , Gelfond fue el criptógrafo jefe de la Marina soviética.

## Resultados
Gelfond obtuvo resultados importantes en varios dominios matemáticos, incluida la teoría de números , las funciones analíticas , las ecuaciones integrales y la historia de las matemáticas , pero su resultado más famoso es el teorema del mismo nombre :
Si α y β son números algebraicos (con α ≠ 0 y α ≠ 1 ), y si β no es un número racional real , entonces cualquier valor de αβ es un número trascendental.
Este es el famoso 7º problema de Hilbert . Gelfond demostró un caso especial del teorema en 1929, cuando era estudiante de posgrado y lo demostró por completo en 1934. El mismo teorema fue demostrado de forma independiente por Theodor Schneider , por lo que el teorema se conoce a menudo como el teorema de Gelfond-Schneider . En 1929 Gelfond propuso una extensión del teorema conocida como la conjetura de Gelfond que fue probada por Alan Baker en 1966.
Antes de las obras de Gelfond, solo se sabía que algunos números como e y π eran trascendentales. Después de sus obras se podía obtener fácilmente una infinidad de trascendentales. Algunos de ellos se nombran en honor a Gelfond:
{\displaystyle 2^{\sqrt {2}}} se conoce como la constante de Gelfond-Schneider.
{\displaystyle e^{\pi }\,} se conoce como la constante de Gelfond.

## Honores
El asteroide (23625) Gelfond fue nombrado asçi en su honor.